# Daniel Udree

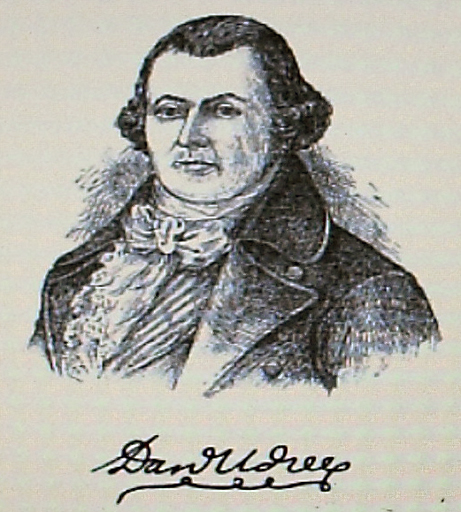
Daniel Udree

Daniel Udree (* 5. August 1751 in Philadelphia, Province of Pennsylvania; † 15. Juli 1828 in Reading, Pennsylvania) war ein US-amerikanischer Politiker. Zwischen 1813 und 1825 vertrat er mehrfach den Bundesstaat Pennsylvania im US-Repräsentantenhaus.

## Werdegang
Daniel Udree besuchte die öffentlichen Schulen seiner Heimat. Später zog er in das Berks County, wo er im Handel arbeitete. Gleichzeitig schlug er als Mitglied der Demokratisch-Republikanischen Partei eine politische Laufbahn ein. Zwischen 1799 und 1805 war er Abgeordneter im Repräsentantenhaus von Pennsylvania.
Nach dem Rücktritt des Abgeordneten John M. Hyneman wurde Udree bei der fälligen Nachwahl im siebten Wahlbezirk von Pennsylvania als dessen Nachfolger in das US-Repräsentantenhaus in Washington, D.C. gewählt, wo er am 12. Oktober 1813 sein neues Mandat antrat. Da er im Jahr 1814 nicht bestätigt wurde, konnte er bis zum 3. März 1815 zunächst nur eine Legislaturperiode im Kongress absolvieren. In dieser Zeit endete der Britisch-Amerikanische Krieg.
Nach dem Rücktritt von Joseph Hiester wurde Udree erneut im siebten Distrikt seines Staates in den Kongress gewählt, wo er zwischen dem 20. Dezember 1820 und dem 3. März 1821 die laufende Legislaturperiode beendete. Der im Jahr 1820 zu seinem Nachfolger gewählte Ludwig Worman verstarb am 17. Oktober 1822. Daraufhin wurde Udree zu seinem Nachfolger gewählt. Er trat dieses Mandat am 10. Dezember 1822 an. Nach einer Wiederwahl konnte er bis zum 3. März 1825 im US-Repräsentantenhaus verbleiben. Im Jahr 1824 verzichtete er auf eine weitere Kandidatur.
Nach dem Ende seiner Zeit im Kongress arbeitete Daniel Udree wieder im Handel. Er starb am 15. Juli 1828 in Reading.